# Ливер, Линда
Линда Ливер (англ. Linda Leaver) — американский тренер по фигурному катанию, у которой с 9 летнего возраста занимался Брайан Бойтано, четырёхкратный чемпион США (1985—1988), двукратный чемпион мира (1986, 1988) и олимпийский чемпион 1988 года.
В 1987 году Линда Ливер пригласила хореографа Сандру Безик принять участие в создании короткой и произвольной программ Бойтано для зимней Олимпиады 1988. Совместно с Сандрой Безик были поставлены короткая программа на музыку из балета Джакомо Мейербера Les Patineurs, посвящённая фигуристам XIX столетия, и произвольная программа на музыку из фильма «Наполеон».